# Литта, Альфонсо
Альфонсо Микеле Литта (итал. Alfonso Michele Litta; 19 сентября 1608, Милан, Миланское герцогство — 28 августа 1679, Рим, Папская область) — итальянский кардинал, доктор обоих прав. Архиепископ Милана с 17 июня 1652 по 28 августа 1679. Кардинал in pectore с 14 января 1664 по 15 февраля 1666. Кардинал-священник с 15 февраля 1666, с титулом церкви Санта-Кроче-ин-Джерусалемме с 5 мая 1666 по 28 августа 1679.